# Nedum Onuoha
Chinedum „Nedum“ Onuoha (* 12. November 1986 in Warri, Nigeria) ist ein ehemaliger englischer Fußballspieler.

## Vereinskarriere
Onuoha kam im Jahr 2003 zu Manchester City, wo er zunächst eine Spielzeit in der Jugendmannschaft spielte. Seit der Saison 2004/05 gehört er zur ersten Mannschaft. Am 1. November gab er beim Spiel gegen Norwich City sein Debüt in der Premier League. Insgesamt bestritt er in seiner ersten Profispielzeit 18 Spiele für Manchester City. Am 16. März 2008 erzielte er beim 2:1-Sieg gegen Tottenham Hotspur sein erstes Tor in der Premier League.
Im Juli 2009 unterzeichnete Onuoha einen neuen Vertrag bei Manchester City mit einer Laufzeit von 5 Jahren.
Nachdem Onuoha im August 2010 zwischenzeitlich für ein Jahr an den AFC Sunderland ausgeliehen wurde, wechselte er im Januar 2012 zu den Queens Park Rangers und unterschrieb dort einen Viereinhalb-Jahres-Vertrag bis zum 30. Juni 2016. Zur Saison 2015/16 hin wurde er dort sogar zum Kapitän ernannt, woraufhin Onuoha seinen Vertrag bis zum 30. Juni 2018 vorzeitig verlängerte.
Nach Ende der Vertragslaufzeit bei den Queens Park Rangers wechselte Onuoha im September 2018 ablösefrei zu Real Salt Lake in die Major League Soccer.

## Nationalmannschaft
Onuoha gehörte seit 2005 zum Team der englischen U-21 Nationalmannschaft. Im Jahr 2007 war er Bestandteil des Teams bei der U-21-Europameisterschaft in den Niederlanden.
Im März 2007 erhielt Onuoha eine Anfrage des nigerianischen Fußballverbandes, der ihn für die nigerianische Nationalmannschaft gewinnen wollte. Onuoha jedoch lehnte dieses Angebot ab.
In späteren Jahren änderte Onuoha zwar seine Meinung und erwog für Nigeria auflaufen zu wollen, er erhielt jedoch keine erneute Einladung der nigerianischen Nationalmannschaft.